# Studio N
Studio N je zpravodajsko-publicistický podcast, který vydává Deník N. Věnuje se převážně aktuálním domácím a zahraničním tématům a investigativní žurnalistice. Autorem a moderátorem je novinář Filip Titlbach, na obsahu se podílí celá redakce. Nové epizody vychází každý všední den odpoledne na webu média a v podcastových aplikacích. Každý díl přináší kromě hlavního tématu také stručný přehled aktuálních zpráv a jízlivou poznámku na závěr.
Podcast vznikl v září roku 2019, dnes patří podle žebříčků podcastových aplikací Spotify a Apple Podcasts k nejposlouchanějším českým podcastům. Za rok 2020 zaznamenal více než 3 miliony stáhnutí a byl nominován na ocenění Křišťálová lupa.